# Bondedammen
Bondedammen er en skovsø ved Hellebæk i Nordsjælland omkring 600 meter fra Hellebæk Station.
Tæt ved Bondedammen ligger Kobberdammen og Bøgeholm Sø samt de mindre Klaresø og  Sortesø.
En kunstnerisk interesse for området ved Hellebæk fører Hans Edvard Nørregård-Nielsen tilbage til digteren Jens Baggesen og senere også Johanne Louise Heiberg der tog sommerferieophold hos den lokale kro. 
Billedkunstnere fulgte herefter.
Den danske guldaldermaler P.C. Skovgaard malede i flere omgange søen og skoven omkring den. 
Statens Museum for Kunst besidder to malerier, begge med titlen Aften ved Bondedammen i Hellebæk og begge dateret til 1858.
Fra 1859 stammer Ny Carlsberg Glyptotekets Bondedammen ved Hellebæk.
Skovgaard Museet erhvervede i 2010 maleriet Stille sommeraften ved en Indsø. Bondedammen i Hellebæk, unge mødre vasker tøj.